# Prata dos Baianos
Prata dos Baianos é um distrito do município brasileiro de Ecoporanga, no interior do estado do Espírito Santo. Segundo o censo demográfico de 2022, realizado pelo Instituto Brasileiro de Geografia e Estatística (IBGE), sua população era de 1 171 habitantes e havia 449 domicílios particulares permanentes ocupados.
Seu nome se deve ao córrego Prata, que passa pelo distrito, e à grande quantidade de baianos que estavam entre os primeiros moradores da localidade.